# 커피

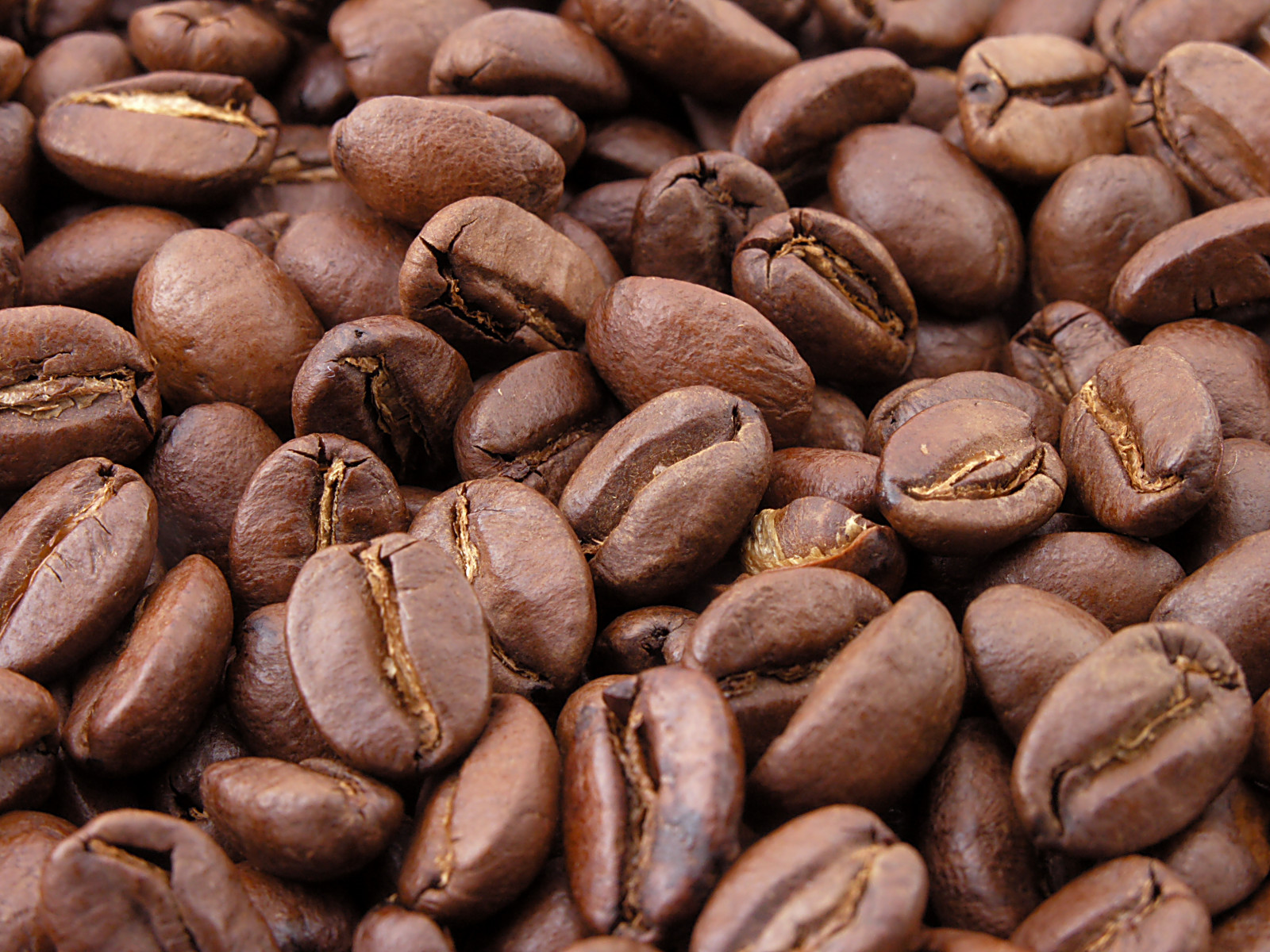
로스팅 된 원두.

커피(영어: coffee, 咖啡, 珈琲, 가배, 문화어: 흑차, 검은차), 커피차 또는 커피음료(영어: coffee beverage)는 커피 나무 열매의 씨(커피콩)를 볶아 가루로 낸 것을 따뜻한 물과 차가운 물 또는 증기로 우려내어 마시는, 쓴맛이 나는 짙은 갈색의 음료이다.
색이 어둡고 쓴맛이 있으며 약산성인 커피는 주로 카페인 함량으로 인해 인간에게 자극 효과를 준다. 전세계 뜨거운 음료 시장에서 가장 높은 판매량을 기록하고 있다.
커피나무 열매의 씨앗을 분리하여 볶지 않은 녹색 커피콩을 생산한다. 원두를 로스팅한 다음 일반적으로 뜨거운 물에 담근 후 미세한 입자로 갈아서 걸러내어 커피 한 잔을 만든다. 일반적으로 뜨겁게 제공되지만 차가운 아이스 커피가 일반적이다. 커피는 다양한 방법으로 준비되고 제공될 수 있다(예: 에스프레소, 프렌치 프레스, 카페 라떼 또는 이미 끓인 캔커피). 쓴맛을 가리거나 풍미를 강화하기 위해 설탕, 설탕 대체물, 우유, 크림을 첨가하는 경우가 많다.
커피는 이제 세계적인 상품이 되었지만 홍해 주변의 음식 전통과 밀접하게 연관되어 있는 오랜 역사를 가지고 있다. 현대 음료로서 커피를 마시는 것에 대한 가장 신뢰할 수 있는 증거는 15세기 중반 아라비아 남부의 현대 예멘 수피 사원에서 나타난다. 그곳에서 커피 씨앗은 현재 준비되는 방식과 유사한 방식으로 처음으로 로스팅되고 양조되었다. 커피 원두는 소말리아 해안 중개인을 통해 에티오피아고원의 예멘인이 조달하여 예멘에서 재배했다. 16세기에 이 음료는 중동과 북아프리카의 나머지 지역으로 퍼져나갔고 나중에 유럽으로 퍼졌다.
가장 일반적으로 재배되는 두 가지 커피 콩 유형은 C. 아라비카와 C. 로부스타이다. 커피나무는 70여 개국, 주로 아메리카 대륙, 동남아시아, 인도 아대륙, 아프리카의 적도 지역에서 재배된다. 2018년 기준으로 브라질은 세계 커피 원두 생산량의 35%를 생산하는 주요 커피 생산국이었다. 볶지 않은 녹색 커피는 농산물로 거래된다. 전 세계적으로 커피 판매량은 수십억 달러에 달하지만, 커피 원두를 생산하는 농부들은 불균형적으로 빈곤 속에 살고 있다. 커피 산업을 비판하는 사람들은 커피 재배와 물 사용을 위한 토지 개간과 환경에 대한 부정적인 영향도 지적했다.

## 재배 지역
커피콩은 주로 적도지방 라틴 아메리카, 동남아시아, 남아시아 그리고 아프리카의 70여개국에서 재배 되는 커피 나무에서 얻을 수 있다. 커피콩(로스팅 전의 콩, 생두)은 세계에서 가장 많이 교역되는 농산물 중의 하나이다.
커피는 카페인 성분으로 인해 사람을 각성시키는 효과를 가지고 있다. 커피는 세계에서 가장 많이 소비되는 음료 중의 하나이다.
1년에 세계적으로 약 6천억 잔이 소비된다.
커피는 많은 사회에서 중요한 역할을 해왔다. 커피의 기운을 북돋우는 효과는 에티오피아 동북부 지방에서 발견된 것으로 생각되며, 커피의 재배는 아랍으로 처음 전파되었다. 커피의 음용에 대한 최초의 믿을 수 있는 증거는 15세기 중반, 남부 아라비아의 예멘의 수피즘 사원에서 발견되었다. 커피는 무슬림 세계로부터 인도, 이탈리아, 그리고 나머지 유럽으로, 인도네시아, 미주 대륙으로 전파되었다. 남 아프리카와 예멘에서 커피는 종교의식에 사용되었고 그 결과, 에티오피아 정교회에서는 세속적인 소비를 금지하였으며, 금지령은 에티오피아 메네릭 2세 때까지 유지되었다. 커피는 오토만 제국 튀르키예에서 17세기에 정치적인 이유로 금지되었고, 유럽에서는 반체제적 정치 활동과 연관되어 있었다.

## 어원
“커피”라는 단어는 커피의 원산지인 에티오피아의 남서부 “카파”에서 유래되었다는 설과, 커피의 아랍어 명칭 까후와(قَهْوَة)에서 유래되었다는 설이 존재한다. 아랍어의 까후와는 ‘배고픔을 줄이다’라는 의미의 ‘까히야’의 변화형으로, 원래 와인의 한 종류를 가리키는 말이었으나, 와인과 유사한 각성효과가 있는 커피에도 붙여졌다고 한다. 아랍어 까후와는 오스만 투르크어 kahve로 흘러 들어갔고, 거기서 유럽인들이 그들의 언어로 차입해 갔다(이탈리아어 caffè, 프랑스어 café, 독일어 Kaffee, 영어 coffee).
한국어 단어 “커피”는 영어 coffee에서 온 말이다. 커피가 들어왔던 개화기 당시, 한자로 가배(珈琲), 가비, 혹은 가배다, 가배차, 가비차 등으로 사용하거나 원음을 그대로 코오피, 코피로 사용하고, 공적인 문서들에는 커피, 가배, 신문 등지에서는 코오피, 카피차, 가피차, 양차 등으로 사용한 것을 찾을 수 있다. 검은 색감과 쓴 맛이 탕약과 비슷하다고 하여, 또 서양에서 왔다고 해서 '양탕국'으로 불리기도 했다. '양탕국'은 한때 민간에서 흔히 불렸던 커피의 호칭이었으나 '가배'와 '양탕국' 모두 '커피'라는 단어에 밀려 사어가 되었다.
한편, 커피가 발견된 에티오피아에서는 “분나”(Bunna)라고 부른다.
커피를 내리고 남은 찌꺼기는 우리말로 커피박(-剝)이라 하고 영어권에서는 커피퍽(coffee puck)이라 한다.
커피를 마시며 휴식을 취한다는 표현 "coffee break"은 1952년에 처음 발견된다. '커피포트'라는 용어는 1705년에 등장한다.

## 역사
커피는 7세기 이전부터 에티오피아의 고지대에서 자생하고 있던 것으로 보인다. 전설에 따르면 염소 목동이었던 칼디(Kaldi)가 우연히 염소들이 먹던 열매를 발견했고 열매를 마을에 가져오는데, 피곤함을 덜어주는 커피의 효능을 마을의 종교 수행자들을 돕기 위해 쓰게 되었다고 전해지고 있다. 그곳에서부터 커피는 이집트와 예멘으로 전파되었다. 이집트와 예멘에서는 커피가 종교적 의식에 사용되기도 했다. 15세기 쯤에는 페르시아, 터키와 북아프리카에 이미 들어와 있었다.
커피에 대한 처음 반응은 그다지 좋지 않았다. 1511년에는 신경을 자극하는 성질 때문에 메카의 보수적인 이맘에 의해 금지되었다. 하지만 이 음료의 인기, 특히 그리스인과 지식인 사이에서의 인기를 꺾을 수 없었고 결국 오스만 투르크 술탄 셀림 1세에 의해 커피 금지령이 폐지되었다. 카이로에서도 유사한 금지령이 1532년에 내려졌고, 커피샵과 커피 창고들이 파괴되었다. 하지만 이후 1554년 이스탄불에 세계 최초의 커피 가게인 카페 키바 한(Cafe Kiva Han)이 들어서게 된다.
커피는 이슬람 세계에서 유럽으로 퍼졌다. 계기가 된 사건은 오스만 제국이 오스트리아의 빈을 침공하면서터부터이다(1683년 빈 전투). 전쟁중에 터키에 머물고 있던 공직자 프란츠 콜스키츠키(Franz Kolschitzky)는 검은 빛깔의 열매를 발견해 들여왔으며, 1683년에 커피 전문점을 열었다. 지금처럼 커피에 우유를 넣거나 달게 먹는 방식은 오스트리아에서 시작됐다고 한다. 커피는 후에 17세기로 접어들면서 유럽에서 큰 인기를 얻기 시작했다. 유럽으로 커피를 처음 대량 수입하기 시작한 것은 네덜란드 상인이었다. 네덜란드인들은 자와섬 지역에 커피 플랜테이션 농장을 지으면서 큰 성공을 거두기도 한다.
10년 동안 중동을 여행한 독일의 의사 레오나르드 라우볼프는 1538년에 커피에 대해 "잉크처럼 검은 음료, 다양한 병, 특히 위에 관련된 질환을 치료하는 데 유용하다. 이것의 섭취자들은 아침에 돌려쓰는 도자기 잔에서 한 잔씩 마심. 이것은 물과 분누라는 관목에서 나는 열매로 만들어짐"이라고 적었다. 쉴레이만 아아(프랑스에서는 '솔리만 아가(Soliman Aga)'로 부름)가 1669년 7월 메흐메트 4세의 사절로 베르사유 궁전에서 루이 14세를 접견할 때, 투르크식 커피를 내리는 모습을 선보였고, 이것이 계기가 되어 프랑스 권력층에게는 커피를 담당하는 하인을 고용하는 것이 사회적 지위의 상징이 되었다.
한편, 런던에서는 오스트리아보다도 먼저 커피를 마시고 있었다. 런던 사람들에게 커피샵은 Penny Universities라 불리면서 싼 값에 지식을 공유하고 토론하는 장으로 자리잡았다. 영국인들 사이에서 커피의 인기가 계속 증대됨에 따라 1690년대부터는 미국에도 본격적인 커피 가게 붐이 일어난다. 뉴욕, 보스턴, 필라델피아 등지에서 시작됐으며 1700년이 넘어가면서부터 뉴욕 시에서는 맥주보다 커피가 아침 음료로 선호받게 된다.
사실 커피가 아메리카 대륙의 식민지에 처음 소개되었을 때, 식민지 이주자들은 커피보다 술을 더 즐겨 마셨기 때문에 커피는 별로 인기를 끌지 못했지만 미국 독립 전쟁 중 커피의 수요는 급격히 증가하여, 그러지 않아도 영국 상인의 부재로 공급이 줄어든 커피는 값이 크게 뛰었다.
20세기에 들어서서는 커피 산업 전반에 급진적인 발전이 나타난다. 1900년 힐스 브라더스 사가 진공 포장된 커피 제조에 성공했으며, 이듬해에는 일본계 미국인 과학자이던 사토리 카토가 인스턴트 커피를 발명했다. 1938년도에는 네슬레 사 소속 과학자들이 에스프레소 커피 개발에 성공하였으며, 1946년에는 아킬레스 가기아(Achilles Gaggia)가 에스프레소 제조기계 발명에 성공하였다.
한국에서의 커피 역사는 대략 1890년 전후로 알려져 있다. 대체적으로 이 시기에 외국의 문물이 많이 들어오던 시기여서 이때 커피가 전파되었다는 다양한 설이 제기되고 있다. 공식 문헌상으로는 1895년 을미사변으로 인하여 고종이 러시아 공사관에 피신해 있을 때 러시아 공사가 커피를 권했다고 나타나 있다. 이렇게 커피를 즐기게 된 고종은 환궁 후에도 커피를 즐겨마시곤 했다고 전해진다. 그리고 이 무렵 서울 중구 정동에 손탁호텔이라는 곳이 세워졌는데 그곳에서는 커피하우스가 있었다. 이것이 최초의 커피하우스였다. 또 이무렵 일본을 통해서도 커피가 전파되었는데 일본인들이 차린 양식 찻집에 의해서 커피가 전파되었다.
그 후 일제강점기 시절 근대적 의미의 다방이 많이 생겨 일본인들이 주로 찾고 몇몇 지식인들과 문학가들이 폭넓게 드나들었다고 한다. 하지만 이러한 다방은 제2차 세계대전 전후로 하여 대부분 문을 닫았다가 해방과 동시에 미군이 주둔하기 시작하면서 군용식량에 포함되어있던 인스턴트 커피는 우리나라 커피 문화 발전의 촉매제가 되었다. 그 후 커피믹스가 개발되고, 자판기가 등장하는 등 커피의 대중화를 이루었고 1980년대 이후에는 원두커피 전문점이 등장하고 1999년에는 스타벅스가 국내에 진출하여 이화여대 앞에 1호점을 연 것을 기점으로 국내 에스프레소 커피 전문점은 폭발적인 성장을 이루게 되었다. 그 이후 더 많은 커피 전문점이 들어서면서 커피빈, 파스쿠치, 엔젤리너스, 할리스, 이디야커피, 탐앤탐스 등의 업체들이 치열하게 경쟁을 이루게 되었다. 폭발적인 커피 전문점의 증가로, 현재 서울은 전세계 도시 중에서 최고의 밀집도를 보이고 있다.

## 커피 작물

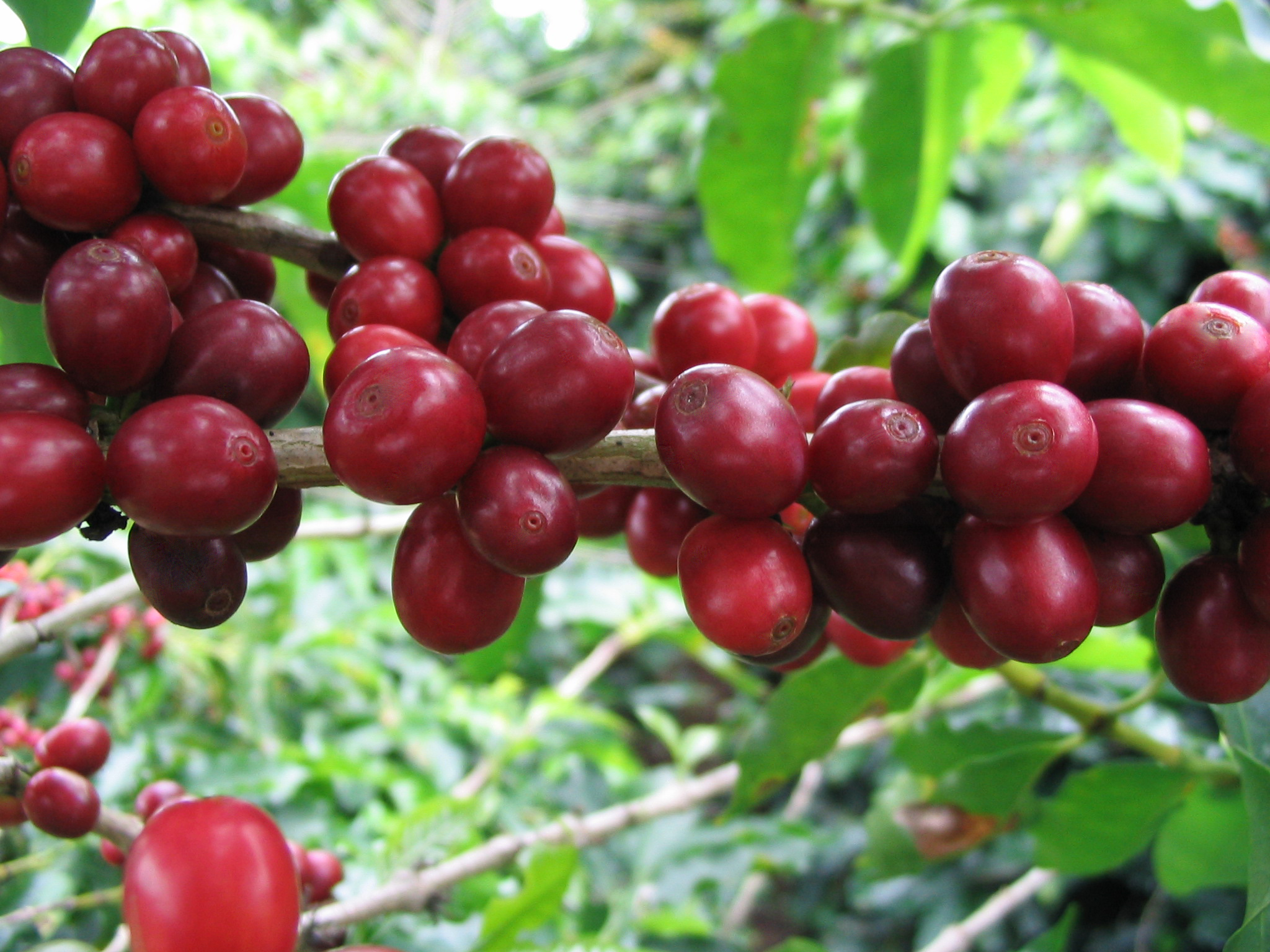
커피 열매.

커피는 꼭두서니과(Rubiaceae) 코페아속(Coffea)에 속한다. 커피는 크게 아라비카(Arabica)와 로부스타(Robusta-canephora), 그리고 리베리카(Liberica) 품종으로 나뉘는데 그 중 아라비카는 전 세계 생산량의 75%를 차지하고 향기와 맛이 좋아 최고의 품질로 인정받고 있다. 로부스타는 카페인 함유량이 아라비카 종보다는 다소 높다. 리베리카는 수확량도 부족하여 앞선 두 개의 품종보다는 많이 쓰이지 않는다.
아라비카의 종류로는 나뭇잎 끝 부분이 구릿빛을 띠고 생두의 모양은 가늘고 끝이 뾰족한 타이피카(Typica), 타이피카와 함께 2대 재배 품종으로 알려진 버번(Bourbon), 버번의 돌연변이종인 카투라(Catura), 자메이카에서 가장 많이 자라나고 고도가 높은 지역에서 가장 잘 자라는 블루 마운틴(Blue Mountain), 아라비카와 로부스타의 혼종으로 개량된 카티모르(Catimor)가 있고, 그 외에는 카투아이(Catuai), 마라고지페(Maragogipe), 티모르(Timor) 등이 있다.
커피 재배에서 위도는 남북위 20°이내가 최적의 위치여서 이 지역 내에서 많이 재배하고 있으며, 해발 고도가 높은 지역일수록 커피 나무의 생장 속도가 느려 열매를 맺기까지 도달하는 시간이 늦다. 또한 일반적으로 해발이 높은 고산 지역일수록 커피 열매의 크기가 보다 커진다.
그리고 꽃눈의 분화(分化), 개화(開花), 수분(受粉)을 위해서 약 3달 정도의 약간 건조한 기후가 필요하다. 강수량의 많고 적음에 의해서 수확량이 결정되기도 하는데, 보다 건조한 지역이 그렇지 않은 지역에 비해 수확량이 많다.
커피 나무는 나무 높이가(樹高)가 3~4.5미터 정도까지 도달하며 관목으로 상록성이다. 잎은 서로 마주보고 나며(대생), 긴 타원형 또는 긴 타원상 난형으로 잎 길이는 7.5~15cm, 폭이 약 2.5~5cm로 끝이 뾰족하고 잎가에는 거치(鋸齒)가 없으며 물결 모양이다. 잎 표면의 색은 녹색으로 광택이 있으며 뒷면은 연녹색이 난다. 꽃은 엽액에 1~5송이가 방상(房狀)으로 배열되며 순백색에 향기가 있고 별 모양으로 5갈래로 갈라진 열편은 길이가 2cm 가량이다. 커피 아라비카 계열의 품종은 잎이 좁고 적으며 잎가의 물결 모양 역시 로부스타보다 작다. 커피 아라비카와 로부스타를 구분하는 가장 쉬운 방법은 잎의 크기와 물결 모양을 비교하는 것이다. 성숙한 커피 로부스타 나무의 잎은 성인 남자의 손바닥만한 크기로 잎가의 선명한 물결 모양을 볼 수 있다. 그러나 커피 아라비카 나무는 성숙한 뒤에도 길이가 10~12cm 정도이며, 무엇보다도 잎의 폭이 로부스타에 비해 절반 정도로 좁다. 리베리카는 아라비카 및 로부스타와 달리 잎이 매우 넓고 타원형에 가까워 쉽게 구별할 수 있다.
개화기는 늦은 여름부터 초가을이지만, 열대 지방에서는 일년 내내 꽃이 지속적으로 피며 열매가 달리고 수확을 한다.
커피 나무는 관상용으로 재배 되기도 하며 이때 배양토는 밭흙과 부엽, 천사를 4: 4: 2의 비율로 혼합하여 재배한다. 반그늘에서 잘 자라고 16~30℃에서 잘 자란다. 섭씨 8도 이상에서 월동하며 환기를 요한다. 충분히 물을 주고 습도는 높게 관리한다.
커피의 번식은 종자 번식(실생)과 꺽꽂이 등 영양 번식(營養繁殖)을 겸할 수 있다.

## 커피 하위품종
- 아라비카 종
  - 티피카
  - 켄트
  - 버번
  - 카투라
  - 블루마운틴
  - 문도노보
  - 수단루메
  - 게이샤
  - 버번
  - 핑크버번
  - 옐로우버번
  - 파카스
  - 마라고지페
  - 티모르
  - 문타샤
  - 비야사르치
  - 메호라도
- 로부스타(카네포라) 종
  - 로부스타
  - 코닐론
  - 느간다

## 가공
커피 열매와 씨앗은 여러 가지 과정을 거쳐 우리에게 익숙한 볶은 원두가 된다. 커피 열매는 수확된 후 커피의 씨앗을 외피와 과육으로부터 분리시키는 작업을 거치며, 이 작업은 건식 가공, 습식 가공의 두가지 방법중 하나로 처리한다.
건식 가공은 커피 열매를 햇볕이나 건조기를 이용해 장시간 건조시켜서 열매 수분함량이 12%에 이르도록 건조한 후, 맷돌이나 절구 등의 장비나 기계 장비 등을 통해 외피로부터 씨앗을 분리한다.
습식 가공은 커피 열매를 물에 담가우면 과육이 불어서 떨어지게 되며, 이를 씻어내는 과정이다. 씻어낸 후 바로 건조시키는 것이 보통이나, 제거 후에도 약간 남아있는 과육을 벗겨내기 위해 한번 씻어낸 후 물에 다시 담가두어 2차 발효를 시킨 후 건조시키기도 한다. 12% 정도 건조시킨 후 씨앗의 껍질, 외피 등을 분리시킨다. 분리된 직후의 씨앗은 생두 또는 녹색 커피(green coffee)로 표기된다.

### 로스팅

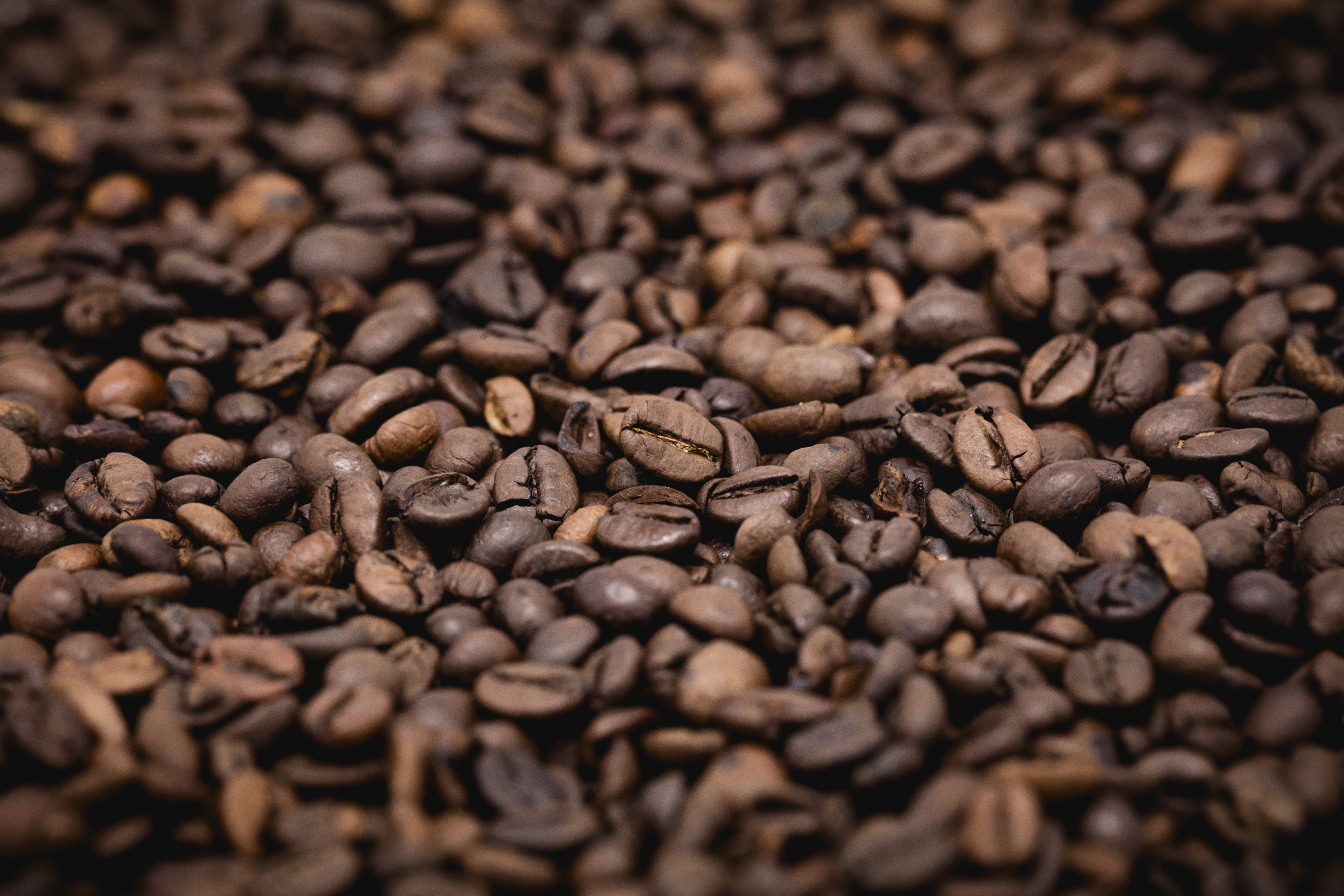
볶아낸 후의 원두

다음 단계로는 생두를 볶는 로스팅(Roasting) 과정을 거친다. 커피는 보통 공급업체에서 볶아 판매할 수도 있고, 생두채로 판매되어 가정이나 업소 등에서 볶을 수도 있다. 로스팅 과정은 커피콩을 물리적·화학적으로 변화시킴으로써 음료의 맛에 영향을 미친다. 볶는 과정에서 원두의 수분과 무게가 줄고 부피가 증가하고 밀도가 낮아진다. 원두의 밀도는 또한 커피의 강도와 포장 요건에 영향을 미친다.
로스팅은 원두 내부의 온도가 약 200°C에 달할 때 시작되지만, 다양한 종류의 원두에 따라 수분과 밀도가 다르기 때문에 다른 비율로 로스팅된다. 볶는 과정에서 강한 열이 녹말을 분해하여 갈색의 단당류로 변화시켜 원두의 색을 변화시키는 캐러멜라이징 과정이 발생한다.
로스팅은 커피 가공과정에서 가장 중요한 부분으로 커피 고유의 맛과 향을 결정하는 요소가 된다. 약하게 볶을 수록 신맛이 강해지고, 강하게 볶을 수록 쓴맛이 강해진다. 이 볶는 정도에 따라 커피의 종류를 나누기도 한다. 커피원두의 품종과 소비자의 취향에 따라 볶는 정도를 맞추는 것은 매우 중요하다.
볶는 정도(배전도, 로스팅 단계)는 나라나 단체별로 여러 차이가 있으며, 보통 3가지 분류법이 널리 알려져 있다. (숫자가 높을수록 강하게 볶은 것이다.)
- SCAA (9단계) : ① Extra-Light ② Very Light ③ Light ④ Midium Light ⑤ Midium ⑥ Midium Dark ⑦ Dark ⑧ Very Dark ⑨ Extra-Dark
- 북미지역 (6단계) : ① Cinnamon Light ② Midium ③ American Light ④ High American Light ⑤ Full City ⑥ Espresso Europian (유럽도 이와 유사함)
- 일본 (8단계) : ① Light ② Cinnamon ③ Midium ④ High ⑤ City ⑥ Full City ⑦ French ⑧ Italian (한국에서는 일본의 영향으로 이 분류법이 보편적으로 적용되어 왔다.)[30]

커피를 볶는 방법은 커피가 들어 있는 금속 실린더 안에 뜨거운 공기를 불어넣는 방법, 열원 위에 커피가 담긴 금속 실린더를 돌리는 2가지 방법이 있다. 볶아낸 커피는 별도의 용기에 넣어 냉각시킨다. 볶는 과정에서 자당은 빠르게 사라져 어둡게 볶았을 때 완전히 사라질 수 있다. 볶는 동안 방향성유지와 산은 약해져 맛이 변한다(205 °C에서 다른 유지가 생기기 시작한다).
이 유지중 하나인 카페올(caffeol)은 약 200 °C에서 생성되며, 커피의 향과 풍미를 주로 담당한다.

### 보관

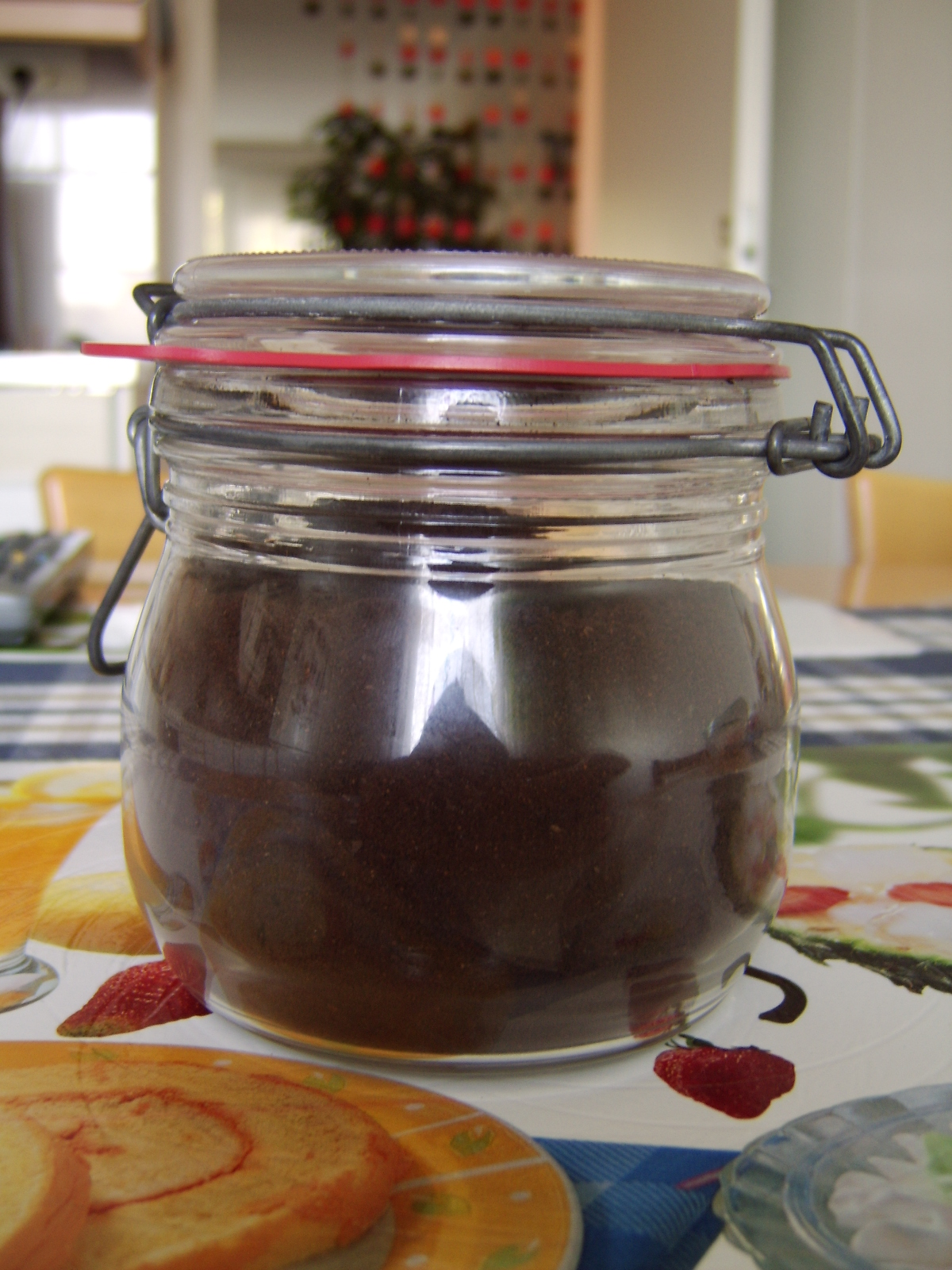
커피 용기

커피는 세라믹, 유리 또는 비반응성 금속으로 만들어진 밀폐 용기에 보관하는 것이 가장 좋다. 고품질의 포장 커피는 보통 공기가 들어오는 것을 방지하면서 가스를 배출할 수 있도록 단방향의 통로를 가지고 있다. 원두는 볶은 후에 가스가 하루이틀 정도 배출되어야 맛이 좋아지기 때문으로 알려져있다. 가스 배출정도는 수분과 열, 빛으로부터 멀리 보관할 때 커피의 신선함과 풍미가 그대로 보존된다. 커피는 음식에서 강한 냄새를 흡수하는 경향이 있기 때문에 커피를 보관시 이런 냄새로부터 멀리해야 한다. 커피는 습기가 많아 열화를 일으킬 수 있으므로 냉장고에 보관하지 않는 것이 좋다. 태양을 마주한 건물의 외벽은 가정 내부 온도를 높이게 될 수 있으며, 이 열기로 인해 벽 근처에 보관된 커피에 손상을 줄 수 있다. 근처에 있는 오븐에서 나오는 열은 보관된 커피에도 해를 끼친다.
1931년에는 밀폐된 용기의 진공상태에서 커피를 포장하는 방법이 도입되었다. 볶은 커피는 포장을 하고 나서 공기의 99%를 제거해 뚜껑을 열 때까지 무한정 보관할 수 있게 하였다. 오늘날 이 방법은 세계의 많은 지역에서 대량으로 사용되고 있다.

### 분쇄
커피를 추출하기 위해서는 원두를 분쇄하는 과정을 거쳐야 한다. 원두는 그대로 보관하여 가정이나 업소에서 분쇄하도록 하고 있으나, 미리 분쇄하여 제공하기도 한다. 원두를 분쇄하는데는 다양한 방법이 있으며, 크게 버 그라인더(Burr Grinder)와 롤 그라인더(Roll Grinder) 2가지가 있다. 버 그라인더는 핸들로 돌려서 분쇄하는 구조이며, 롤 그라인더는 블레이드 그라인더(Blade grinder)라고도 부르며 그물망 모양의 칼로 순차적으로 분쇄하는 기구이다. 대부분의 양조 방법에서 버러 그라인더는 분쇄가 더 고르고 분쇄 크기를 조절할 수 있기 때문에 더 높게 치고 있다.

## 추출 방식에 따른 커피 분류

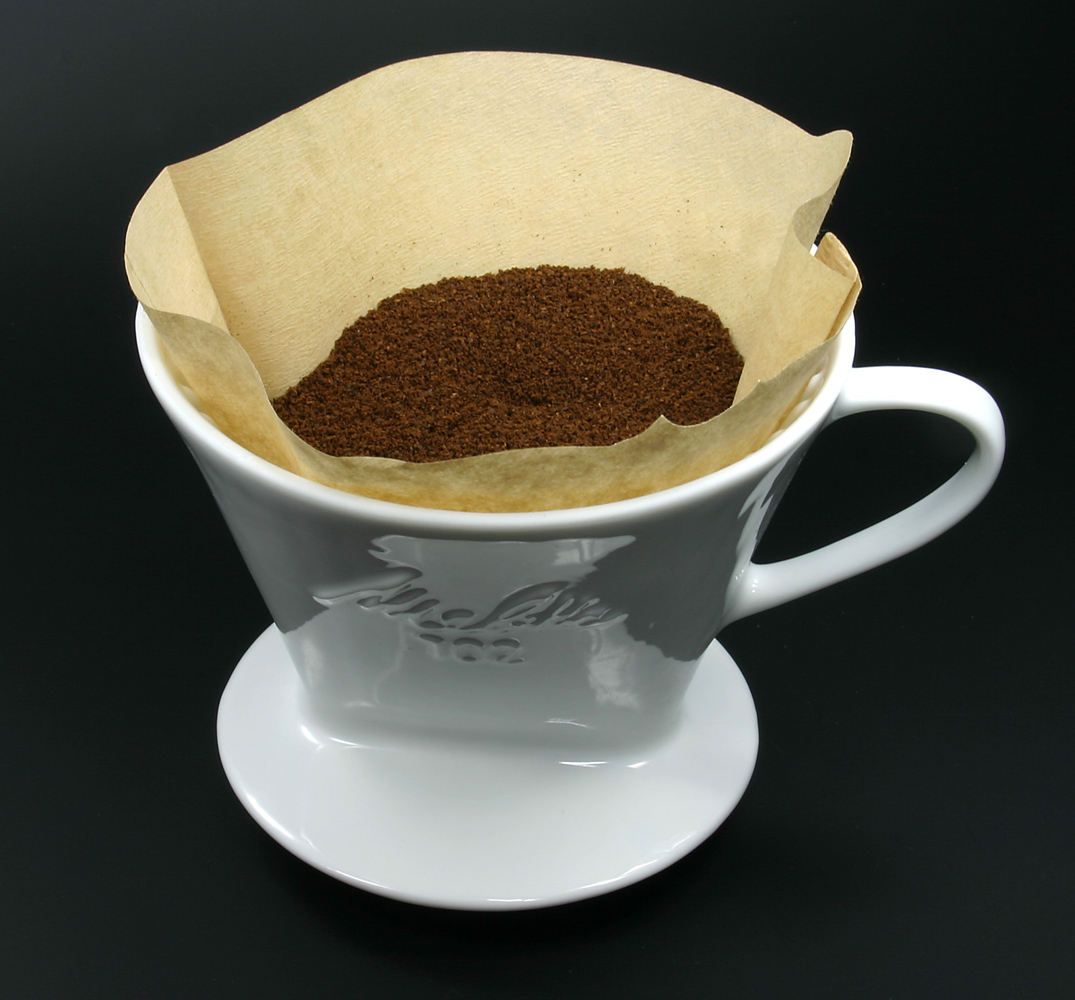
드립커피. 물이 커피 층을 지나 커피잔에 담긴다.

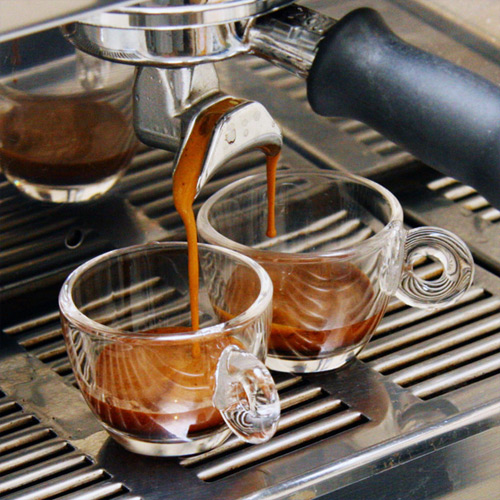
"크레마" 혹은 "스키우마"라고 불리는 검붉은 갈색의 거품과 함께 에스프레소가 추출되고 있다.

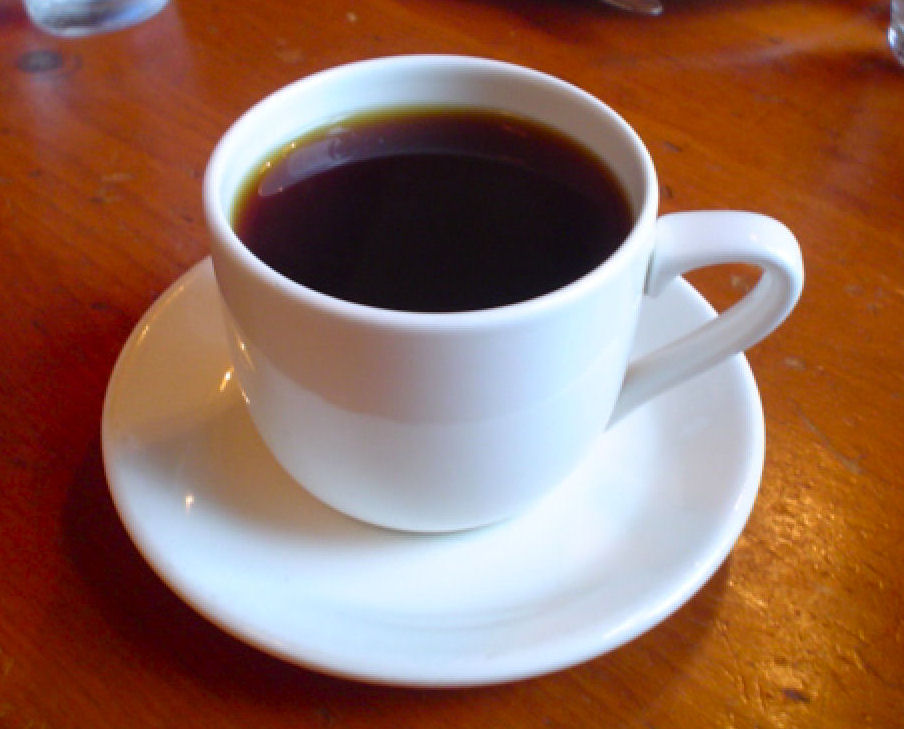
커피

### 드립 커피
드립 커피(Drip Coffee)란 볶아서 갈은 커피 콩을 거름 장치에 담고, 그 위에 물을 부어 만드는 커피로 보통 원두커피로 불린다. 드립 브류(Drip brew)라 함은 이와 같이 커피를 만드는 방법을 일컫는다. 거름 장치를 필터라고도 하기 때문에 드립 커피를 영어로 filtered coffee라고도 한다.

### 콜드 브루
콜드 브루 커피는 찬 물로 긴 시간에 걸쳐 추출한 커피이다. 일본식 영어인 더치 커피(Dutch coffee)는 '네덜란드의' '네덜란드 방식의' 커피라는 의미이다. 일본에서는 더치커피의 유래가 대항해 시절에 네덜란드 상인들이 동남아 지역에서 커피를 유럽으로 실어나르는 동안에, 장기간에 걸친 항해 중에 커피를 먹기 위해서 고안한 것이라 알려져 있지만, 관련된 문헌은 전혀 없으며 사실상 아무런 역사적 근거가 없다. 이러한 더치커피의 유래는 일본에서 마케팅을 이용해 만든 이야기로 실제로 네덜란드에서 '더치 커피'라 하면 알아듣지 못한다.
다른 커피 추출법과 달리 찬물로 추출하기 때문에 카페인이 적거나 없다고 알려져 있지만 실제로는 일반 커피보다 카페인이 많을 수도 있다. 카페인의 특성상 70도 이상에서 추출이 활발히 일어나지만 그 이하 온도에서도 추출이 일어나기 때문에 장시간 추출되는 콜드 브루의 특성상 충분한 카페인이 함유되어 있을 수 있다. 따라서 디카페인 커피로 콜드 브루를 추천한다면 그것은 잘못된 지식이다.

### 추출 커피
기계를 이용해 고압·고온 하의 물을 미세하게 분쇄한 커피 가루에 가해 추출해내는 고농축 커피이다.
머신 커피라고도 할 수 있다.
에스프레소(또는 카페 에스프레소(이탈리아어: caffè espresso))가 대표적이다.
초창기 추출 커피는 20세기 초반 이탈리아 밀라노 지역에서 개발되었다. 당시 추출 커피는 순수하게 수증기의 압력으로 추출되었다. 1940년대 중반 스프링 피스톤 레버 머신이 개발되어, 오늘날 우리가 알고 있는 형태의 추출 커피가 제조되기 시작하였다. 오늘날에는 대개 대기압의 9~15배의 압력을 가해 에스프레소를 추출한다.
추출 커피의 가장 큰 특징은 드립 커피(거름종이에 내리는 커피)보다 농도가 짙다는 것이다. 같은 부피를 놓고 비교해 봤을 때 드립 커피보다 일정 부피 안에 용해된 고형체의 양이 많다. 그러나 흔히 생각하는 것과는 달리 카페인의 함유량이 적은데, 커피를 빠른 시간에 뽑아내기 때문이며, 추출 커피용 커피 콩이 드립용보다 카페인이 낮은 경우가 대부분이기 때문이다. 이탈리아어의 espresso의 의미 역시 '고속의', '빠른'이라는 형용사이다(영어: :Express). 추출 커피는 주로 보통 내려 먹는(핸드 드립) 커피보다 강하게 볶은(한자어:강배전) 커피를 쓴다.
커피 머신으로 추출하는 방법에 따라 이름이 달라진다. 흔히들 먹는 에스프레소는 1잔에 커피가루를 적게는 7g 많게는 20g 넣고 기계로 30~35ml를 25~35초 동안 내리는 것이다.
이보다 짧은 20~30초 동안 20~25ml의 양을 추출하는 리스트레또, 에스프레소 추출 방식으로 60~70ml를 뽑는 룽고, 에스프레소 두 잔을 한잔에 추출하는 도피오(더블 에스프레소) 도 있다.
바리스타에 따라 추출 방식은 제각각이다.
| 명칭       | 커피가루 | 추출 시간 | 추출량(ml) | 비고 |
| ---------- | -------- | --------- | ---------- | ---- |
| 에스프레소 | 1단위    | 표준      | 30~35      | 기준 |
| 리스트레또 | 1단위    | 짧게      | 20~25      |      |
| 룽고       | 1단위    | 길게      | 40~45      |      |
| 더블       | 2단위    | 표준      | 30~35      |      |
| 도피오     | 2단위    | 길게      | 60~70      |      |

## 바리에이션 커피
여러 방법으로 추출한 커피를 그대로 음용하기 보단 다른 것을 섞어 마시는 것이 일반적이다. 추출한 커피에 물을 일정량 혼합하여 마시는 카페 아메리카노와, 우유를 일정량 혼합하여 마시는 카페 라테가 가장 보편화되어 있다.
머신 추출 커피(에스프레소 시리즈)와 더치 커피(콜드브루 시리즈)로 표가 나뉘었다.
표에는 들어가는 재료에 한해 O 표기가 되어 있고, 사용하지 않으면 빈칸이다.
| 바리에이션 명칭           | 에스프레소 | 물 | 우유/스팀밀크 | 우유거품 | 초콜릿소스 | 카라멜소스 | 아이스크림 | 기타        |
| ------------------------- | ---------- | -- | ------------- | -------- | ---------- | ---------- | ---------- | ----------- |
| 에스프레소                | O          |    |               |          |            |            |            |             |
| 에스프레소 콘 파냐        | O          |    |               |          |            |            |            | 휘핑크림    |
| 에스프레소 마키야또       | O          |    |               | O        |            |            |            |             |
| 카페 아메리카노           | O          | O  |               |          |            |            |            |             |
| 카페 마끼아또             | O          |    |               | O        |            |            |            |             |
| 카페 마끼아또 콘 캐러맬라 | O          |    |               | O        |            | O          |            |             |
| 카페라떼 콘 캐러멜라      | O          |    |               | O        |            | O          |            |             |
| 카페 콘 파나              | O          |    |               |          |            |            |            | 생크림      |
| 카푸치노 로열             | O          |    |               |          |            |            |            | 술          |
| 비엔나                    | O          |    |               |          |            |            |            | 생크림      |
| 카페 로얄                 | O          |    |               |          |            |            |            | 브랜디/꼬냑 |
| 아이리쉬 커피             | O          |    |               |          |            |            |            | 위스키      |
| 티 카페                   | O          |    |               |          |            |            |            | 홍차/ 레몬  |
| 아포카또                  | O          |    |               |          |            |            | O          |             |
| 플랫 화이트               | O          |    | O             |          |            |            |            |             |
| 카푸치노                  | O          |    | O             | O        |            |            |            |             |
| 카페 모카치노             | O          |    | O             |          | O          |            |            |             |
| 카라멜 마키야또           | O          |    | O             |          |            | O          |            |             |
| 카페 모카                 | O          |    | O             | O        | O          |            |            |             |
| 카페 라떼                 | O          |    | O             | O        |            |            |            |             |
| 미스 사이공 라떼          | O          |    | O             |          |            |            |            | 연유        |

| 바리에이션 명칭 | 더치 원액 | 물 | 우유 | 스팀밀크(우유거품) | 초콜릿소스 | 카라멜소스 | 아이스크림 | 기타 |
| --------------- | --------- | -- | ---- | ------------------ | ---------- | ---------- | ---------- | ---- |
| 더치            | O         |    |      |                    |            |            |            |      |
| 더치 아메리카노 | O         | O  |      |                    |            |            |            |      |
| 더치 라떼       | O         |    | O    | O                  |            |            |            |      |
| 더치 아포카또   | O         |    |      |                    |            |            | O          |      |
| 더치 마키야또   | O         |    |      | O                  |            |            |            |      |
| 돌체 라떼       | O         |    | O    |                    |            |            |            | 연유 |

## 커피와 사회
커피는 많은 가정에서 아침 식사와 함께 마시거나 아침 식사 대용으로 마시며, 노점·레스토랑·식당 등에서 외식하는 중에 섭취하기도 한다. 주로 식사 말미에 디저트와 함께 나오는 것이 일반적이며 저녁 식사 이후 입가심 용도로 마시게 되는 경우 역시 많다.
이탈리아에서는 아침에 카푸치노(거품이 많은 커피의 한 종류)를 마시는 것이 관례이고, 다른 시간대에 카푸치노를 마시는 것에 대해 어색하게 생각한다.

## 커피 관련 직업
- 바리스타

기본적으로 커피라고 생각하면 떠오르는 직업이다. '바 안에서 일하는 사람'이라는 뜻을 갖고 있으며, 에스프레소를 추출하고 그 안에 물이나 우유, 시럽 등을 추가하여 음료를 만드는 직업이다.
바리스타가 되기 위해 여러 자격증들이 있다. 대표적으로 바리스타 1, 2급을 들 수 있다. 하지만 앞의 자격증을 포함하여 대부분의 자격증이 민간자격증이라는 것이 아쉬울 따름이다.
- 로스터

'커피를 볶는 사람'이라는 뜻이며 커피를 추출해 내기 위해 가장 기본이 되는 원두를 만드는 사람이다. 로스터는 아직 가공되지 않은 커피콩 즉, 생두를 원두로 만들기 위해 거치는 과정 로스팅을 하는 사람이다.
로스터가 되기 위해선 생두의 수확시기, 수분 함량, 조밀도, 종자, 가공방법, 특성 등에 대한 전문지식을 잘 파악하고 있어야 한다.
- 블렌더

커피는 원두의 종류가 다양하다. 각 종류마다 특유의 개성을 갖고 있다. 블렌더란 그 다양한 맛과 특성을 고려해 여러 종류의 원두를 혼합하여 맛을 내는 사람이다. (보통 3가지의 원두를 혼합한다.)
보통 로스팅을 하면서 블렌딩도 같이 하기 때문에 로스터와 블렌더는 같이 일을 하거나 한 사람이 두 가지 일을 하는 경우가 많다.
- 커퍼

커퍼란 커피의 맛과 향, 특성이나 개성을 파악해 내는 사람이다. 생두의 등급을 매기는 일도 겸하며, 원산지를 구별해 내는 작업도 한다. 때문에 후각이나 미각의 의존도가 높다.
원산지의 기후와 재배방식을 공부하고 커피 맛에 영향을 끼치는 복합적인 요소들을 파악하는 등 많은 훈련과 경험이 필요하다.
- 큐그레이더

생두부터 로스팅이 끝난 원두까지의 전반적인 일을 총괄하는 직업군이다. 커퍼가 필요로 하는 등급을 매기거나 원산지를 구별하는 작업도 겸하며 생두부터 원두까지의 전체적인 등급을 매기는 사람이다.
가장 포괄적으로 일하는 직업이니 만큼 자격조건이 까다로우며, 미국스페셜티커피협회의 커피품질연구소(CQI: Coffee Quality Institute)에서 내는 아주 까다로운 시험을 거쳐야 자격증을 받을 수 있다.

## 카페인

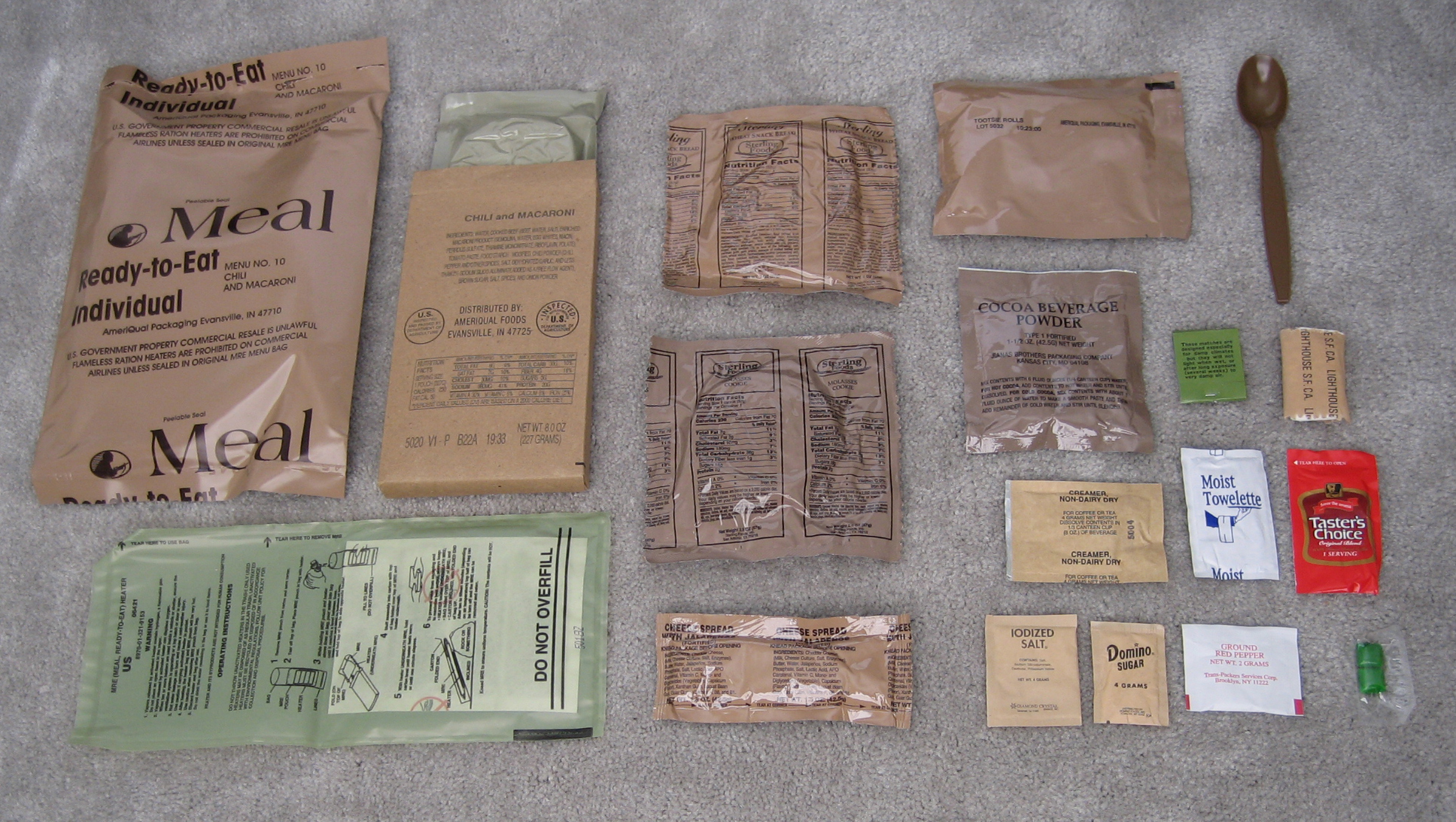
2005년 허리케인 리타가 미국 본토를 강타한 직후 미국 주방위군에 의해 주민에게 배포된 MRE. 오른쪽의 빨간봉지가 인스턴트 커피다.

미국 농무부에 따르면 100g의 커피 음료에는 40mg의 카페인이 들어있다. 커피 찌꺼기에는 경우에 따라 다르나 일반적으로 100g당 80.28mg의 카페인이 들어있다. 카페인은 중추신경을 자극시켜 잠을 쫓으며, 뇌 속의 도파민 농도를 증가시킨다. 카페인은 아데노신과 구조가 비슷하여 금단 증상이 나타날 수 있다. 카페인의 민감도는 개인에 따른 차이가 큰 것으로 알려져 있다.
인스턴트 커피는 일반적으로 원두커피보다 카페인이 더 많이 포함돼 있다. 그러나 원두커피는 드립, 에스프레소, 프렌치프레스 등 다양한 방법으로 음용 가능하기 때문에 함유된 카페인의 양은 단정할 수 없다.
카페인제는 피로를 완화 시키는데 사용된다. 대학교 학생, 트럭 운전사, 기타 보통보다 오랜 시간의 노동을 하는 사람들이 많이 먹는다.
카페인제는 다이어트에도 사용되기도 한다. 그러나 다이어트 효과에 대해서는 의견이 분분하다.
마해영 야구 해설위원은 커피 한 잔의 30배 정도 되는 카페인이 농축된 알약을 야구 선수들이 집중력 향상을 위해 먹는 것을 봤다고 말한다.
미국의 에너지 드링크는 제품에 따라 카페인 함유량이 50 - 500 mg으로 10배나 차이가 난다.
한국전쟁이 발발하고 미군이 진주하면서 1회용 인스턴트 커피가 등장했고, 이것이 유출되면서 커피가 대한민국에서 일반화되었다. 미군 전투식량(MRE)에는 인스턴트 커피가 들어 있었다. 당시 미군으로부터 유출된 인스턴트 커피는 카페인이 너무 많이 들어있어, 과음하면 불면증에 걸린다는 말이 있었다.
2003년의 이라크전에서 미군은 하루 4시간 정도밖에 허락되지 않는 수면부족에 의한 피로로 아군을 오인사살하기도 하며, 지상군 병사들은 동결건조한 인스턴트 커피 분말을 수시로 입안에 직접 털어넣으며 카페인의 힘을 빌어 졸음과의 '또 다른 전쟁'을 벌이고 있다고 보도되었다.
브라운 대학교 연구팀은 카페인이 혈압에 있어서 단기적 상승을 유발할 수 있고, 동맥경화성 플라크를 유발하는 데 영향을 주는 교감신경 활동을 증가시켜 심장마비를 유발한다고 말했다. 특히, 거의 커피를 마시지 않고 간혹 마시는 사람들은 한 잔의 커피를 마신 후 심장마비의 위험이 네 배 이상 높은 것으로 나타났다. 한편 장기적으로는 심혈관 질환으로 인한 사망률을 낮추는 효과가 있다는 연구 결과도 있다. 일반적인 원발성 고혈압의 경우 하루 1-2잔의 커피는 괜찮다. 신장이나 갑상선 이상 등에 의한 2차성 고혈압의 경우엔 커피가 해로울 수 있다.

## 커피의 경제

### 주요 국가별 생산량
| 순위 | 국가명     | 톤        |
| ---- | ---------- | --------- |
| 1    | 브라질     | 3,556,638 |
| 2    | 베트남     | 1,616,307 |
| 3    | 인도네시아 | 722,461   |
| 4    | 콜롬비아   | 720,634   |
| 5    | 온두라스   | 481,053   |
| 6    | 에티오피아 | 470,221   |
| 7    | 페루       | 369,622   |
| 8    | 인도       | 326,982   |
| 9    | 과테말라   | 245,580   |
| 10   | 우간다     | 211,200   |

자료 출처 - 국제연합식량농업기구 2018 통계

### 커피 시장
커피 상품 시장과 거래소 상장 펀드에서 커피는 녹색 원두 상태로 매매된다. 3등급 세척 아라비카 커피 선물 계약은 뉴욕상품거래소에서 KC라는 티커 기호로 거래되며, 계약 인도는 매년 3월, 5월, 7월, 9월, 12월에 이루어진다. 기타 등급의 아라비카 커피는 다른 채널을 통해서 판매된다.

### 소비량
- 한국의 커피 시장 규모는 1조 3,976억원으로서 '07년 대비 10.5% 신장했으며, 종류별 구성은 커피 믹스가 60%,커피 음료가 26%, 인스턴트 커피가 11%, 원두커피가 3%를 차지한다('08년 기준).

## 적정량
식품의약안전처는 성인의 하루 커피 소비량을 아메리카노 3잔, 커피 믹스 5잔 이하로 권하고 있다. 카페인의 부작용, 중독을 예방하기 위해 적정량까지만 마시는 게 좋다.

## 효능
- 남플로리다대학 연구팀이 커피 속에 든 아직 확인되지 않은 성분이 알츠하이머질환을 예방하는데 도움이 될 수 있는 것으로 확인되었다.[52] 또한 커피에 있는 항암 성분이 암, 동맥 경화를 예방하고 다이어트에 효과가 있다.
- 스위스의 커피과학정보연구소(ISIC: Institute for Scientific Information on Coffee)는 하루에 커피를 3∼5잔 마시면 알츠하이머 치매 위험을 최고 20%까지 줄일 수 있다고 발표했다.[53]
- 미국 하버드 대학 보건 대학원 연구팀이 여성 6만7000명, 남성 5만 명을 대상으로 20여년에 걸쳐 실시한 조사 분석 결과 커피를 하루 4~6잔 마시면 자궁내막암과 전립선암 위험을 줄일 수 있다는 연구결과가 나왔다[54].
- 그리고 한 잔의 커피에는 노화예방 및 세포산화 방지에 좋은 항산화 성분이 가득하다는 것으로 확인되었다.[55] 또한 오렌지 주스보다 더 많은 수용성 식이섬유질이 풍부한 것으로 나타났다.[56] 그리고 또한 장 건강에 유익한 유산균(비피도박테리아)의 활성화를 시키는 것으로 확인되었다.[57]
- 그리스 아테네대학교 연구팀이 고혈압 환자 485명을 대상으로 연구한 결과, 하루의 한잔의 커피를 꾸준히 마시는 사람들의 경우 혈관의 탄력성이 좋아진다는 연구 결과가 나왔다. 고협압 환자는 혈관이 잘 경직돼 탄력이 떨어지고 심장병과 뇌졸중의 원인이 되는데 이것을 방지해 주는 것이다. 또한 하버드 대학 연구팀에 따르면 커피를 마시면 당뇨병 위험이 남성은 50%, 여성은 30% 정도 줄어드는 것으로 밝혀졌다.[58]
- 강릉원주대학교 연구팀이 하루 평균 2잔 ~ 5잔 사이의 커피를 마실 경우, 세포 증식과 면역력, 세포 방어, 항산화 신호 등에 유익한 단백질이 나타난다는 결과를 확인했다.[59] 연구팀은 실험을 위해 투석시킨 커피 샘플과 카페인, 클로로제닌산 성분[60]만을 이용한 인공적 커피 샘플을 각각 준비해서 실험한 결과, 투석된 커피 샘플을 마실 경우 세포증식, 면역력 향상, 세포 방어, 항산화 신호와 뼈 발상에 관여하는 단백질 표현에 좋은 반응이 나타났다.[61] 단, 연구팀은 5잔을 초과한 10잔에서는 효능이 떨어졌다며, 과용하지 않을 것을 권고했다.

## 부작용
- 커피의 카페인 성분이 위산 분비를 촉진시켜 위가 약한 사람에게는 커피를 마시면 속이 쓰릴 수 있다.[62]
- 커피의 카페인 성분을 하루 500mg이상 섭취할 경우 불면증과 두통, 신경과민, 메스꺼움, 심혈관 증상 등을 보인다.[63]
- 커피를 자주 마시면 검은색 색소인 탄닌 성분이 단백질과 결합후 치아의 미세한 공간에 흡수되어 치아가 변색될 수 있고 카페인 성분은 칼슘 대사에 영향을 미쳐 골밀도와 치조골(잇몸뼈) 회복을 더디게 하는 원인이 될 수 있다.

## 같이 보기
- 아이스 커피
- 디카페인
- 보리 커피
- 녹차
- 홍차
- 차 (음료)
- 마테
- 우리기
- 커피 우유
- 에스프레소
- 커피 로스팅
- 커피 벨트

## 참고 문헌
- “농식품백과사전”. 농림수산식품교육문화정보원.